# Isoxya penizoides
Isoxya penizoides är en spindelart som beskrevs av Simon 1887. Isoxya penizoides ingår i släktet Isoxya och familjen hjulspindlar. Inga underarter finns listade i Catalogue of Life.